# Szkoła koronkarska w Kańczudze
Szkoła koronkarska w Kańczudze – szkoła koronkarska działająca w latach 1882–1935 w Kańczudze.

## Historia
Szkoła została otwarta 18 listopada 1882 roku przez baronową Magdalenę Czechowiczową dzięki wsparciu prezesa Wydziału Powiatowego w Łańcucie Karola Scipio del Campo i marszałka powiatowego Władysława Bzowskiego. Na potrzeby szkoły udostępniła własny dom i przez pierwsze lata pokrywała koszty utrzymania szkoły. W czerwcu 1887 roku przekazała dom i ogród na potrzeby szkoły. W tym samym roku szkoła została „przejęta na fundusz krajowy”. Początkowo szkołę finansował Wydział Powiatowy w Łańcucie, potem Centrala Szkół Koronkarskich w Wiedniu. W 1887 roku w szkole uczyły 2 nauczycielki: Dorota Siwoszanka (wyrób koronek czeskich, weneckich, idrijskich) oraz Marcelina Szczygłówna (wyrób koronek Duchesse, Grund-Spitzen i reticello). Marcelina Szczygłówna ukończyła półroczny kurs w Wiedeńskiej Centrali Szkół Koronkarskich. Koszt kształcenia pokrył Wydział Krajowy, który przydzielił szkole stypendium na pokrycie kosztów podróży do Wiednia, a ministerstwo oświaty przydzieliło stypendium wynoszące 25 złr miesięcznie na pokrycie kosztów kształcenia.
Naukę w szkole zaczynały 8-letnie dziewczynki. Przeciętnie do szkoły uczęszczało 40–50 uczennic. W 1887 roku było ich 37. Uczennicami były córki ubogich rzemieślników z Kańczugi. Potem dołączyły do nich dziewczęta z sąsiedniej wioski Siedleczki, które w zimie musiały zamieszkać w internacie. W szkole funkcjonowały 3 klasy. W pierwszej elementarnej uczennice przez 4 godziny dziennie poznawały podstawy wykonywania koronek, w drugiej nauka trwała 8 godzin dziennie, natomiast w trzeciej uczennice 3 godziny poświęcały na naukę. W pozostałym czasie nadzorowały naukę w pierwszej i drugiej klasie.
Koronkami z Kańczugi ozdabiano ubrania, bieliznę, wykańczano nimi serwety, używano do produkcji wachlarzy, parasolek, firan, pościeli i szat liturgicznych. Opiekunka szkoły Helena Sanguszkówna podarowała wachlarz ozdobiony koronką wykonaną przez uczennice szkoły arcyksiężniczce Marii Walerii Habsburg. Koronki wytwarzane przez uczennice od początku istnienia szkoły sprzedawano. W  1883 dochody wyniosły 319 złr, w 1884 599 złr, w 1885 836 złr dochodząc w 1886 do  1005 złr. W 1887 roku dochody ze sprzedaży koronek wynosiły 1220 złotych i przewyższały dotację przekazaną szkole przez Wydział Powiatowy. Ponieważ nauka w szkole była bezpłatna, pozyskane ze sprzedaży pieniądze rozdzielano pomiędzy uczennice odliczając koszt komisowego od sprzedaży i materiałów do ich wytworzenia. Koronki początkowo sprzedawano w sklepie Markiewicza we Lwowie, potem Matusińskiego w Krakowie. W 1884 roku koronki wysłano do Londynu. W 1887 roku sprzedawano je w Bazarze Wyrobów krajowych w Krakowie.
W latach 30. XX wieku koronki ręcznie wykonywane musiały konkurować z tańszą produkcją fabryczną. Eksport ograniczało nałożone na nie wysokie cło. Dlatego też spadła sprzedaż koronek. Z tych powodów w 1935 roku szkoła koronkarska w Kańczudze została zamknięta.

## Nagrody
- 1908: Srebrny medal na wystawie w Jarosławiu[6]
- 1900: Złoty medal na wystawie koronek klockowych w Glasgow[1]
- 1899: Dyplom honorowy na Wystawie pracy kobiet w Krakowie[7]
- 1887: Brązowy medal Komitetu Wystawy Krajowej w Krakowie i list pochwalny dla kierowniczki szkoły M. Czechowiczowej[8]
- 1884: List pochwalny od jury Wystawy higienicznej w Londynie[5]